# Makato
Makato (officiellement municipalité de Makato : en aklanon Banwa it Makato ; en hiligaïnon Banwa sang Makato ; en tagalog : Bayan ng Ibajay)est une municipalité de quatrième classe dans la province d’Aklan, aux Philippines.
Lors du recensement de 2020, sa population s'élève à 29 717 habitants.

## Géographie
Makato est l'une des dix-sept municipalités de la province d'Aklan, sur l'île de Panay, dans la région des Visayas occidentales au centre des Philippines. C'est une municipalité côtière, située au nord-est de l'île, en bordure de la Mer de Sibuyan, à 8 kilomètres de Kalibo, chef-lieu de la province.
D'une superficie totale de 64,60 kilomètres carrés, Makato est divisée administrativement en 18 barangays (districts) :
- Agbalogo
- Aglucay
- Alibagon
- Bagong Barrio
- Baybay
- Cabatanga
- Cajilo
- Calangcang
- Calimbajan
- Castillo
- Cayangwan
- Dumga
- Libang
- Mantiguib
- Poblacion
- Tibiawan
- Tina
- Tugas

## Histoire
Le nom de la localité est également orthographie Macato.
En 1901, Makato et Tangalan fusionnent pour former une nouvelle municipalité, Taft, nommée d'après le président des États-Unis de l'époque, William Howard Taft ; en 1923, la municipalité retrouve le nom de Makato, avec sa banlieue Tangalan ; en 1948, cette banlieue est séparée pour former la municipalité de Tangalan.

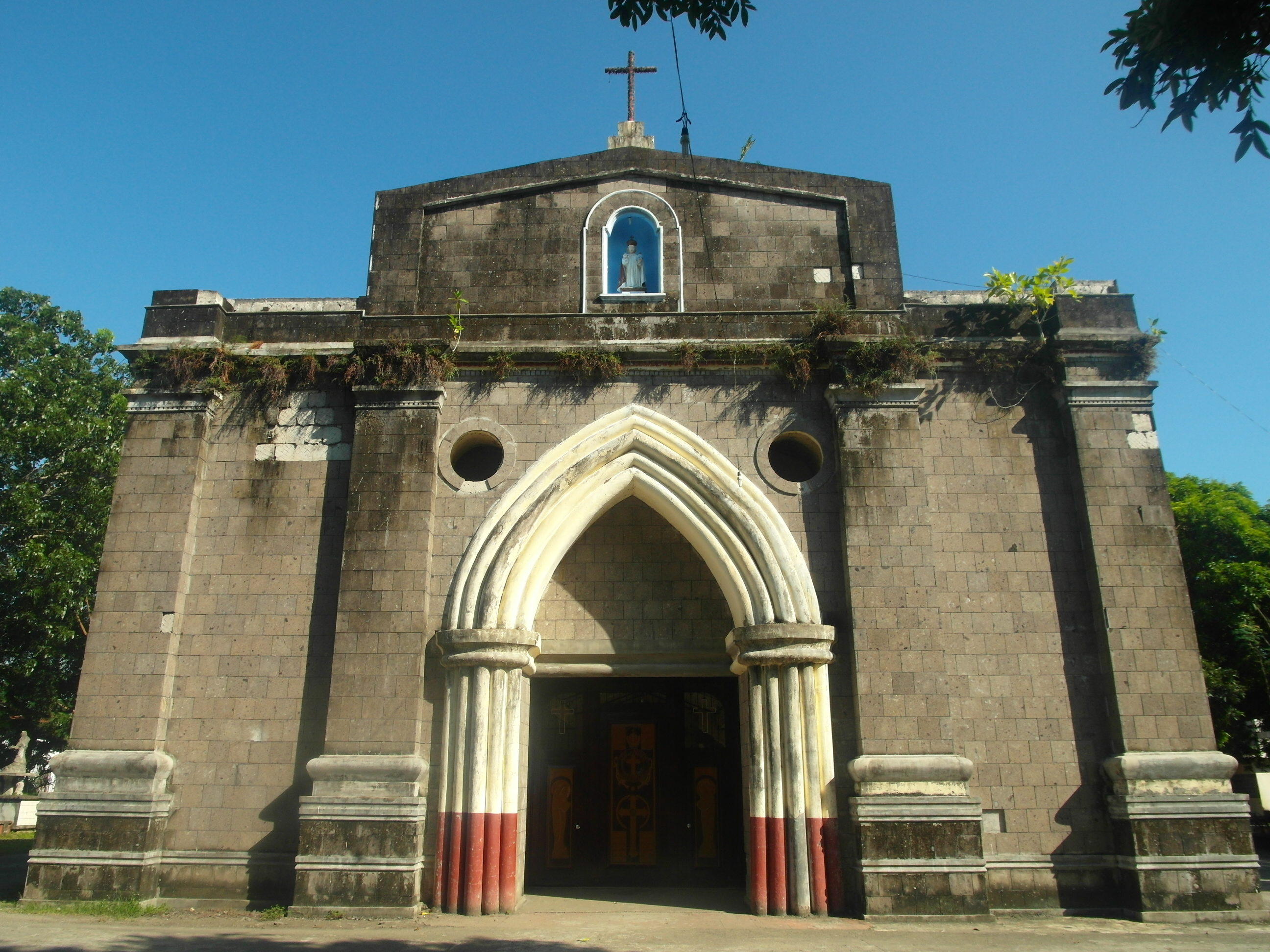
Église paroissiale de Makato.